# NGC 5341
NGC 5341 (другие обозначения — UGC 8792, IRAS13503+3803, MCG 6-31-2, ZWG 191.2, ZWG 190.69, KUG 1350+380, PGC 49285) — спиральная галактика с перемычкой (SBd) в созвездии Гончие Псы.
Этот объект входит в число перечисленных в оригинальной редакции «Нового общего каталога».